# Udo Kroschwald
Udo Kroschwald (* April 1955 in Freiberg, DDR) ist ein deutscher Schauspieler.

## Leben
Udo Kroschwald studierte nach seinem Abitur zunächst Elektrotechnik. Er arbeitete danach als Eisenbahner, Tanzmusiker und Bühnenarbeiter.
Seine professionelle Schauspielausbildung absolvierte er bis 1984 an der Theaterhochschule Leipzig. Sein Debüt als Schauspieler gab er im Jahr 1985 in dem Film Der Haifischfütterer, inszeniert von Regisseur Erwin Stranka. Es folgten Theaterengagements in Magdeburg und in Stendal. Danach war er bis 2001 als festes Ensemblemitglied am Deutschen Theater Berlin engagiert. Er stand unter anderem in Theaterstücken wie Der Widerspenstigen Zähmung oder in Othello auf der Bühne. Kroschwald wirkte als Schauspieler vor der Kamera in bislang über 60 Film-und-Fernsehproduktionen mit. Einem Millionenpublikum bekannt wurde er vor allem durch seine Rolle als Kriminalhauptkommissar Jan Reuter in der ZDF-Krimiserie SOKO Wismar, die er seit der ersten Folge im Oktober 2004 spielt.
Kroschwald wohnt in Berlin und in Nettelbeck (Brandenburg). Neben seiner Muttersprache Deutsch spricht er auch Englisch und Russisch.

## Filmografie (Auswahl)
- 1985: Der Haifischfütterer
- 1990: Grönland
- 1991: Jugend ohne Gott
- 1992: Elefant im Krankenhaus
- 1993: Adamski
- 1994: Apfelbäume
- 1994: Das Versprechen
- 1996: Die Stadtindianer (Fernsehserie, 1 Folge)
- 1996: Tatort: Der Phoenix-Deal
- 1998: HeliCops – Einsatz über Berlin (Fernsehserie, 1 Folge)
- 1998–2003: Für alle Fälle Stefanie (Fernsehserie, 2 Folgen, verschiedene Rollen)
- 1998: Tatort: Ein Hauch von Hollywood
- 1998: Move On Up
- 1999: Midsommar Stories
- 1999: Polizeiruf 110: Schellekloppe
- 1999: Helden wie wir
- 2000: Scardanelli
- 2000: Zwei Engel auf Streife
- 2000: Dr. Sommerfeld – Neues vom Bülowbogen (Fernsehserie, 1 Folge)
- 2001: Berlin is in Germany
- 2001: Der Verleger
- 2001: Verbotene Küsse
- 2001: Aszendent Liebe
- 2001: Planet B – Mask Under Mask
- 2002: Liebling, bring die Hühner ins Bett
- 2002: Der Pianist
- 2002: Ein Schiff wird kommen
- 2003: Tatort: Außer Kontrolle
- 2003: Tage des Sturms
- 2003: Berlin, Berlin (Fernsehserie, 2 Folgen)
- seit 2004: SOKO Wismar (Fernsehserie)
- 2005: Ketchup Connection
- 2005: Hinter Gittern – Der Frauenknast (Fernsehserie, 4 Folgen)
- 2005: Die Spielerin
- 2005: Wolffs Revier (Fernsehserie, 1 Folge)
- 2005: Nimm dir dein Leben
- 2006: Arme Millionäre (Fernsehserie, 1 Folge)
- 2006: Beutolomäus und der geheime Weihnachtswunsch
- 2006: Karol Wojtyła – Geheimnisse eines Papstes
- 2007: Mein Führer – Die wirklich wahrste Wahrheit über Adolf Hitler
- 2007–2011: Küstenwache (Fernsehserie, 2 Folgen, verschiedene Rollen)
- 2008: Berlin Calling
- 2008–2011: In aller Freundschaft (Fernsehserie, 2 Folgen, verschiedene Rollen)
- 2008: Plötzlich Millionär
- 2009: Diamantenhochzeit
- 2010: Tom Atkins Blues
- 2011: Der letzte Bulle (Fernsehserie, 1 Folge)
- 2012: Heiter bis tödlich: Hauptstadtrevier (Fernsehserie, 1 Folge)
- 2013: SOKO – Der Prozess (TV-Fünfteiler)
- 2014: Monuments Men – Ungewöhnliche Helden (The Monuments Men)
- 2015: Herbert
- 2017: Berlin Station (Fernsehserie, 1 Folge)
- 2018: Der süße Brei

## Theater (Auswahl)
- 1990: Jörg-Michael Koerbl: Die Kommunisten – Regie: Michael Jurgon (Deutsches Theater Berlin)
- 1992: Klaus Pohl: Karate-Billi kehrt zurück (Max von Stahl) – Regie: Alexander Lang (Deutsches Theater Berlin)
- 2008/2009: als Alfred Doolittle in My Fair Lady, Berlin, Admiralspalast[14]

## Hörspiele
- 1996: Gabriele Bigott: Mieze, Tarzan und Paul Klee (Tarzan) – Regie: Werner Buhss (Kinderhörspiel – DLR)
- 1998: Michail Bulgakow: Der Meister und Margarita – Regie: Petra Meyenburg (Hörspiel (30 Teile) – MDR)
- 1999: Marius von Mayenburg: Haarmann – Regie: Wulf Tiehaus (Hörspiel – DLF)
- 2001: Norbert Zähringer: Die kleinen und die Bösen – Regie: Annette Berger (Hörspiel – DLR)
- 2002: Andreas Knaup: Genopoly – Regie: Robert Matejka (Hörspiel – DLR)
- 2002: Samuel Shem: House of God – Regie: Norbert Schaeffer (Hörspiel – MDR)
- 2003: Dylan Thomas: Unter dem Milchwald (Mr. Waldo) – Regie: Götz Fritsch (Hörspiel – MDR)
- 2003: Manfred Zauleck: Die Reise nach Baratonga – Regie: Wolfgang Rindfleisch (Kinderhörspiel – DLR Berlin)
- 2004: Andreas Knaup: Wash and Kill (Pächter) – Regie: Klaus-Michael Klingsporn (Kriminalhörspiel – DLR)
- 2009: Jörg Michael Koerbl: Kosemund – Regie: Wolfgang Rindfleisch (Hörspiel – DKultur)
- 2009: Matthias Wittekindt: Die Frau im Netz (Jochen) – Regie: Wolfgang Rindfleisch (Kriminalhörspiel – DLR)
- 2010: Beate Dölling: Der Hundekönig von Kreuzberg – Regie: Klaus-Michael Klingsporn (Kinderhörspiel – DKultur)
- 2012: Frank Naumann: Die verbotene Welt – Regie: Steffen Moratz (Hörspiel – SR/RBB)
- 2012: Christian Hussel: Die Rubine des Berbers – Regie: Wolfgang Rindfleisch (Hörspiel – DKultur)
- 2012: Holger Teschke: Eulenspiegel, der Seeräuber – Regie: Wolfgang Rindfleisch (Kinderhörspiel – DKultur)
- 2013: Andreas Jungwirth: Döbeln – Regie: Heike Tauch (MDR)[15]
- 2014: Levander Berg: Teufels Spielplatz – Regie: Wolfgang Rindfleisch (Hörspiel – DLF)
- 2014: Thilo Reffert: Mein Jahr in Trallabad – Regie: Klaus Michael Klingsporn (Kinderhörspiel – DKultur)
- 2014: Anna Böhm: Einschwein – Regie: Klaus-Michael Klingsporn (Hörspiel – DKultur)
- 2021: Teresa Dopler: Unsere blauen Augen (Obstbaum 2) – Regie: Stefan Kanis (MDR)